# Trichlorek arsenu
Trichlorek arsenu, nazwa Stocka: chlorek arsenu(III), AsCl
3 – nieorganiczny związek chemiczny z grupy chlorków, połączenie arsenu na III stopniu utlenienia z chlorem.

## Budowa cząsteczki
Trichlorek arsenu ma budowę piramidalną o symetrii C3v i zawiera jedną wolną parę elektronową. Wiązania As−Cl mają charakter kowalencyjny, a ich długość wynosi 2,16–2,17 Å, zaś kąt Cl−As−Cl mierzy 97–98°. Wartości te są prawie identyczne w fazie stałej i gazowej.

## Otrzymywanie
Trichlorek arsenu można otrzymać kilkoma metodami:
- dawną metodą Glaubera[9][10]:
As
2O
3 + 6NaCl + 3H
2SO
4 → 2AsCl
3 + 3Na
2SO
4 + 3H
2O
- działając na tritlenek diarsenu stężonym kwasem solnym (a następnie destylując AsCl
3 w strumieniu HCl)[2] lub chlorowodorem w temperaturze ok. 200 °C[9][11]:
As
2O
3 + 6HCl ⇄ 2AsCl
3 + 3H
2O
- chlorowaniem As
2O
3 gazowym chlorem[10]:
11As
2O
3 + 12Cl
2 → 8AsCl
3 + 6(As
2O
5·2As
2O
3)
- chlorowaniem As
2O
3 za pomocą chlorku siarki:
2As
2O
3 + 3S
2Cl
2 → 8AsCl
3 + 6SO
2 + 9S[10][12]
4As
2O
3 + 6S
2Cl
2 → 4AsCl
3 + 3SO
2[2]
- w reakcji arsenu pierwiastkowego z chlorem; reakcja ta jest egzotermiczna i prowadzi zwykle do zapłonu arsenu, który pali się następnie w strumieniu chloru[2]; metoda ta jest nieekonomiczna i nie jest stosowana na skalę przemysłową[9]:
2As + 3Cl
2 → 2AsCl
3

## Właściwości

### Właściwości fizyczne
Trichlorek arsenu w warunkach normalnych jest bezbarwną, stosunkowo lotną cieczą o temperaturze krzepnięcia −16 °C i temperaturze wrzenia 130 °C. Krystalizuje w układzie rombowym tworząc bezbarwne kryształy o perłowym połysku. Ma niską lepkość (1,23 cP), umiarkowanie wysoką stałą dielektryczną (12,8) i niską właściwą przewodność elektryczną, 1,4×10−7 S/m.

### Właściwości chemiczne

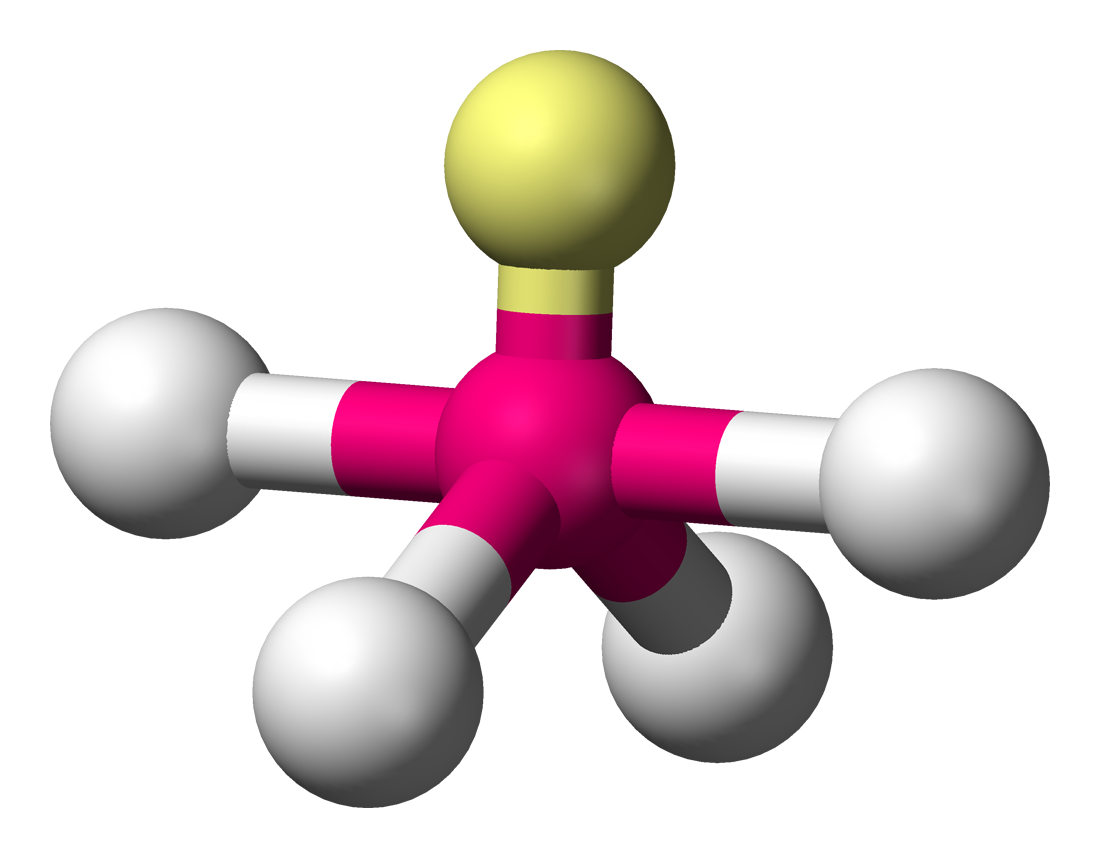
Schematyczny kształt anionu AsCl4(-) (kolorem żółtym wyróżniono wolną parę elektronową)

Trichlorek arsenu ulega jedynie śladowej autodysocjacji:
2AsCl
3 ⇄ AsCl+
2 + AsCl−
4,
na co wskazuje duży opór elektryczny czystego związku. Tym niemniej jest on silnym akceptorem jonów halogenkowych, np. chlorkowych, z którymi tworzy aniony AsCl−
4 o symetrii C2v. Znane są też aniony kompleksowe AsCl3−
6.
W obecności wody AsCl
3 hydrolizuje do kwasu arsenawego (w efekcie czego dymi na powietrzu):
AsCl
3 + 3H
2O ⇄ H
3AsO
3 + 3HCl
Reakcja ta, w przeciwieństwie do hydrolizy PCl
3, jest odwracalna, a dodatek HCl przesuwa ją w lewo. Umożliwia to syntezę AsCl
3 z As
2O
3 i stężonego kwasu solnego.
AsCl
3 reaguje też z alkoholami, alkoholanami i fenolami, tworząc odpowiednie estry lub – w zależności od stosunku reagentów – chloroestry, np.:
EtOH + AsCl
3 → EtOAsCl
2 + HCl
2EtONa + AsCl
3 → (EtO)
2AsCl + 2NaCl
3PhOH + AsCl
3 → (PhO)
3As + 3HCl
Z aminami daje amidy, np.:
6Et
2NH + AsCl
3 → As(NEt
2)
3 + 3Et
2NH·HCl
W reakcji z bromkiem boru tworzy tribromek arsenu, który z uwagi na stały stan skupienia w warunkach normalnych i wolniejszy rozkład na powietrzu jest w niektórych reakcjach otrzymywania arsenowych pochodnych lepszym zamiennikiem AsCl
3.

## Historia
W czasie I wojny światowej trichlorek arsenu był wykorzystywany w mieszaninach z innymi substancjami w pociskach chemicznych głównie przez Francję. Mieszanina o nazwie Vincennite stosowana we francuskich pociskach numer 4 składała się z kwasu pruskiego (50%), trichlorku arsenu (30%), chlorku cyny(IV) (15%) i chloroformu (5%), a mieszanina Vitrite (lub Vivrite) w pociskach 4B – z chlorocyjanu (70%) i AsCl
3 (30%). Dodawanie trichlorku arsenu miało na celu, poza możliwym zwiększeniem toksyczności, poprawienie właściwości fizycznych całej mieszaniny. Stosowanie takiej amunicji nie okazało się jednak skuteczne. AsCl
3 był również składnikiem oleju arsynowego.
W tym samym czasie AsCl
3 stosowano do otrzymywania innych arsenoorganicznych bojowych środków trujących, m.in. luizytu opisanego w 1904 roku przez Juliusa Nieuwlanda:
AsCl
3 + C
2H
2 → ClCHCHAsCl
2 (w obecności AlCl
3 jako katalizatora)
Pracą Niewulanda zainteresował się wówczas Winford Lee Lewis pracujący dla amerykańskiej armii i wykazał, że w rzeczywistości w reakcji tej powstaje mieszanina trzech podobnych związków – luizytu A, B i C. Trichlorek arsenu wykorzystywano również m.in. do produkcji difenylochloroarsyny w reakcji z trifenyloarsyną i adamsytu z difenyloaminy.

## Zastosowanie
Trichlorek arsenu wykorzystywany jest jako rozpuszczalnik niewodny o dużej stałej dielektrycznej oraz jako substrat do syntezy wielu związków arsenoorganicznych i chlorowych pochodnych arsyn, w tym także leków, insektycydów i bojowych środków trujących, np. etylodichloroarsyny:
Pb(C
2H
5)
4 + 4AsCl
3 → 4C
2H
5AsCl
2 + PbCl
4
Z powodu możliwości użycia go jako prekursora bojowych środków trujących, znajduje się w wykazie 2B Konwencja o zakazie broni chemicznej i liście prekursorów Grupy Australijskiej.
Wykorzystywany jest także do domieszkowania przy produkcji półprzewodników oraz do otrzymywania metalicznego arsenu wysokiej czystości.

## Zagrożenia
Trichlorek arsenu jest związkiem silnie trującym (bardziej toksycznym niż można by to było przewidywać z zawartości arsenu), który może przedostać się do organizmu poprzez inhalację, spożycie i absorpcję przez skórę (która jest większa niż u większości związków arsenu). Doustna dawka śmiertelna dla szczura wynosi 48 mg/kg. Jest kancerogenem.
Jego transport drogą lotniczą jest zabroniony przepisami IATA.